# Hohenbergia mutabilis
Hohenbergia mutabilis är en gräsväxtart som beskrevs av Elton Martinez Carvalho Leme och L.Kollmann. Hohenbergia mutabilis ingår i släktet Hohenbergia och familjen Bromeliaceae. Inga underarter finns listade i Catalogue of Life.